# Lycopodium neopungens
Lycopodium neopungens là một loài thực vật có mạch trong Họ Thạch tùng. Loài này được H.S. Kung & L.B. Zhang mô tả khoa học đầu tiên năm 2000.